# Norbert Nüssle

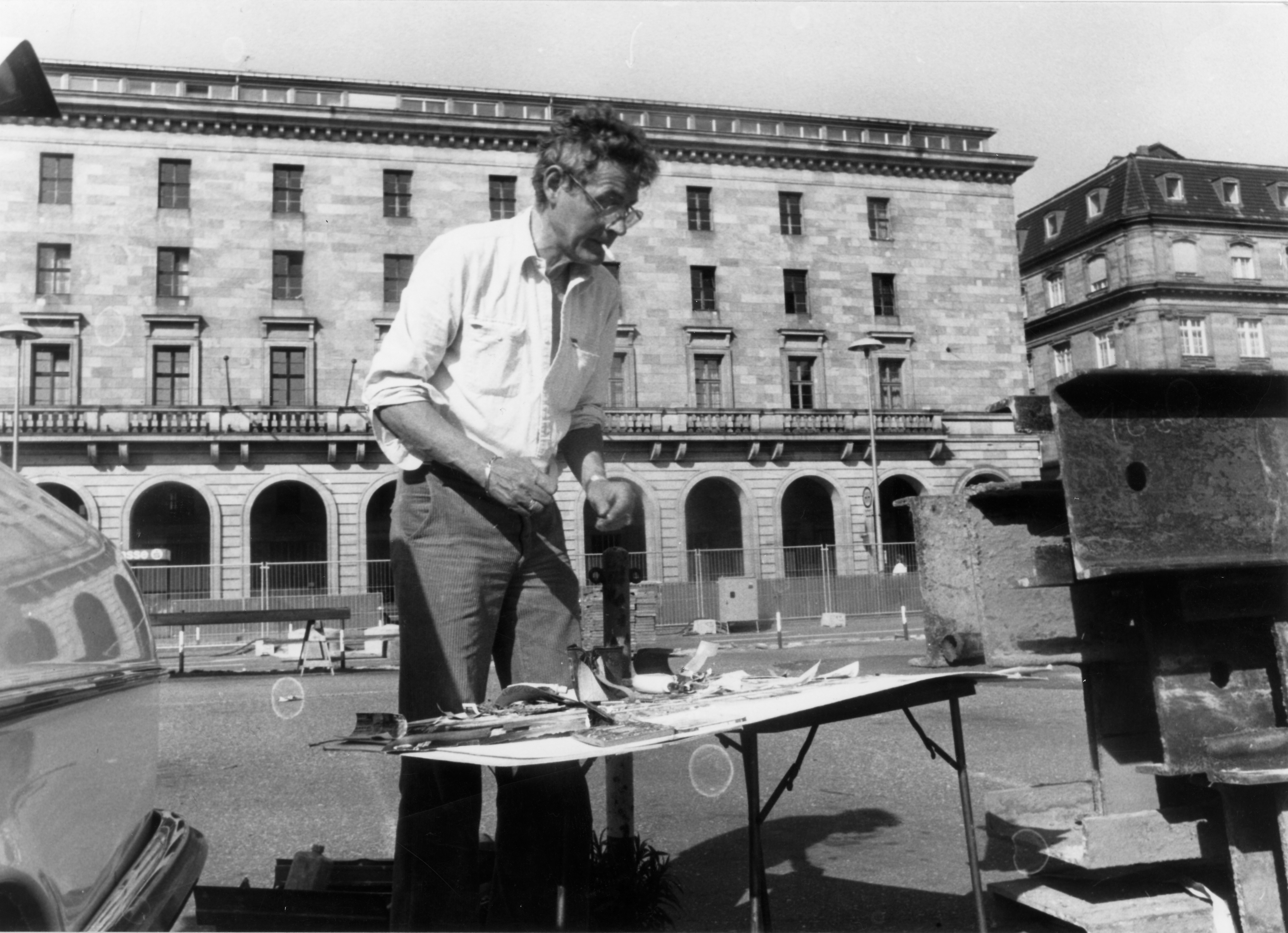
Norbert Nüssle beim Arbeiten auf D5 Mannheim, 1985

Norbert Nüssle (* 23. Juni 1932 in Heidelberg; † 2. März 2012 in Mannheim) war ein deutscher Künstler.

## Leben
Nüssle wuchs in Mannheim auf. 1951 bis 1956 studierte er Romanistik an der Ruprecht-Karls-Universität Heidelberg, sowie in Paris und Lille. Seit 1963 lebte er in Mannheim.
Seine erste Ausstellung fand 1961 in der Münchener Galerie Gurlitt statt. Seit 1970 hat er in Urbanen Landschaften sein Hauptthema gefunden: Die meisten seiner Collagen sind vielschichtige Abbildungen von Platz- und Straßensituationen in der Bretagne und (auch) Mannheim. Diese Darstellungen sind, zumindest seit den späten 1970er Jahren, immer menschenleer. Daneben beschäftigt sich sein Werk auch mit Interieurs.
Als Materialien dienen in den Collagen neben Karton als Grundlage und einem „Grundanstrich“ aus Acrylfarbe zahlreiche Fundstücke vom abgebildeten Ort von Sand über Reklame bis hin zum weggeworfenen Bonbonpapier sowie häufig Polaroids, die vor Ort entstanden sind. Als Collagist, der mit „objets trouvés“ (etwa: gefundene Objekte) arbeitet, ist er einzigartig in der Kunstszene. Seine Collagen stellen nicht, wie üblich, abstrakte Kompositionen dar, sondern sind „kritische Reflexionen zur Wirklichkeit“ (Klaus Colberg, Katalogtext).
Für Norbert Nüssle war die Bretagne eine zweite Heimat geworden; viele seiner Arbeiten sind dort entstanden und bilden dementsprechend diese Gegend ab. Die Liebe zu dieser Landschaft spiegelt sich auch darin wider, dass er in der Bretagne teils bekannter war als in seiner Heimat Mannheim; zum Beispiel wird Nüssle in üblichen Kunst- und Touristenführern zur Bretagne erwähnt.
Norbert Nüssle war Mitglied im Künstlerbund Rhein-Neckar, Künstlerbund Baden-Württemberg und im Deutschen Künstlerbund.
Norbert Nüssle unterschrieb seine Arbeiten stets mit NoNü.

## Werkverzeichnis
Am 14. September 2011 wurde ein Werkverzeichnis in Mannheim vorgestellt. In diesem, von Susanne Kaeppele für das „Projekt Nachlass-Stiftung für Mannheimer Künstler, Autoren und Fotografen“ erstellten Verzeichnis, sind Originale aus den Jahren 1951 bis 2009 gesammelt worden. Insgesamt sind in der Online-Ausgabe mehr als 1000 Werke des Künstlers mit Abbildung und weiteren Daten verfügbar.

## Ausstellungen (Auswahl)
- 1970 Kunstverein Heidelberg
- 1974 Musée de Brest, Frankreich
- 1974 La Galerie, Paris, Frankreich
- 1977 Städtische Galerie Schwäbisch Hall
- 1980 Galerie der Stadt Iserlohn
- 1980 Centre Culturel, Saint-Brieux, Frankreich
- 1981 Galleria del Naviglio, Milano und Venezia, Italien
- 1986 Galerie tg Timm Gierig, Frankfurt
- 1990 Galerie La Navire, Brest, Frankreich
- 1995 Stadtlandschaften, Universität Braunschweig
- 1996 Musée des Beaux-Arts Quimper, Quimper, Frankreich
- 1998 Universitätsmuseum Marburg
- 1999 Arc-En-Ciel, Coueron, Frankreich
- 1999 Mission culturelle de l'U.B.O., Faculté Victor Segalen, Brest, Frankreich
- 2000 Palais Hirsch, Schwetzingen
- 2000 Chapelle St. Josephe, Frankreich
- 2002 Musée des Jacobins, Morlaix, Frankreich
- 2002 Galerie La Navire, Brest, Frankreich
- 2006 Kunstverein Neustadt an der Weinstraße
- 2007 Mannheimer Kunstverein
- 2008 Klinikum der Stadt Ludwigshafen
- 2010 Galerie La Navire, Paris, Frankreich
- 2012 Stadtgalerie Mannheim

## Sammlungen mit Werken Nüssles (Auswahl)
- Musée de Brest, Brest, Frankreich
- Musée des Beaux-Arts de Quimper, Quimper, Frankreich
- Kunsthalle Mannheim, Mannheim, Deutschland
- Reiss-Engelhorn-Museen, Mannheim, Deutschland
- Sammlung des Landes Baden-Württemberg, Karlsruhe, Deutschland
- Sammlung der Stadt Wolfsburg, Wolfsburg, Deutschland
- Sammlung der Stadt Schramberg, Schramberg, Deutschland
- Sammlung der Stadt Stuttgart, Stuttgart, Deutschland
- Ministerium für Wissenschaft, Forschung und Kunst Baden-Württemberg, Stuttgart, Deutschland
- Sammlung des Landes Niedersachsen
- Sammlung des Bundes, Bonn, Deutschland

## Preise
- 1977 Prix de I'U.A.C., Camaret, Frankreich